# Бобек ла Росјер
Бобек ла Росјер (фр. Beaubec-la-Rosière) насеље је и општина у северној Француској у региону Горња Нормандија, у департману Приморска Сена која припада префектури Дјеп.
По подацима из 2011. године у општини је живело 479 становника, а густина насељености је износила 36,93 становника/km². Општина се простире на површини од 12,97 km². Налази се на средњој надморској висини од 158 метара (максималној 201 m, а минималној 108 m).

## Демографија
| 1962. | 1968. | 1975. | 1982. | 1990. | 1999. | 2011. |
| ----- | ----- | ----- | ----- | ----- | ----- | ----- |
| 413   | 466   | 361   | 328   | 312   | 394   | 479   |

График промене броја становника у току последњих година